# Wake Up! (Papa Francesco)
Wake Up! Music Album with His Words and Prayers è un album di papa Francesco del 2015.  I brani musicali si basano su discorsi tenuti dal pontefice in diversi frangenti tra cui l'intervento alla FAO, tenuto in spagnolo, utilizzato per il brano Cuidar el Planeda.

## Tracce
1. Annuntio Vobis Gaudium Magnum! – 6:53
2. Salve Regina – 5:17
3. Cuidar el Planeda – 5:17
4. Por qué dufren los niños? – 5:20
5. Non lasciatevi rubare la speranza! – 5:20
6. La Iglesia no puede ser una ONG! – 4:49
7. Wake Up! Go! Go! Forward! – 5:12
8. La fe es entera, no se licua! – 4:32
9. Pace! Fratelli! – 5:52
10. Santa famiglia di Nazareth – 5:10
11. Fazei o que ele vos disser! – 3:31

## Musicisti aggiuntivi
- Emanuele Chirco, tastiere (1, 8, 9)
- Compagnia Aquero, coro maschile (1, 8, 9)
- "Xi Zi", coro femminile (1)
- Mite Bladuzzi, musica (1, 8)
- Carlo Facchini, Maurizio Veronese, musica (2)
- Giorgio Kriesgsch, voce solista (2)
- Dino Doni, Tony Pagliuca, musica (3, 4, 10)
- Alessia Busetto, voce solista (3)
- Tony Pagliuca, fisarmonica (3), organo Hammond (4, 7)
- Dino Doni, chitarra classica (3, 10), voce solista (4)
- Luca Del Ben, tromba (4)
- Alberto Pagliuca, seconda voce, chitarra elettrica e basso (4)
- Emanuele Pagliuca, batteria (4)
- Enrico Nadai, Rossella Boso, voce solista (10)
- Tiziana Gasperoni, violoncello (10)

## Singoli
- Wake Up! Go! Go! Forward!